# Eusimonia furcillata
Espèce
Synonymes
- Galeodes furcillatus Simon, 1872

Eusimonia furcillata est une espèce de solifuges de la famille des Karschiidae.

## Distribution
Cette espèce se rencontre à Chypre, en Syrie et en Israël.

## Description
La femelle holotype mesure 19,5 mm.

## Publication originale
- Simon, 1872 : Arachnides de Syrie, Rapportés par M. Charles Piochard de la Brulerie (Scorpions et Galéodes). Annales de la Société Entomologique de France, sér. 5, vol. 2, p. 245–266 (texte intégral).